# Summershallo
Summershallo è l'ottavo mixtape del rapper italiano Jesto, pubblicato il 1º agosto 2016.

## Tracce
Testi di Justin Rosso Yamanouchi, musiche di Davide D'Onofrio, eccetto dove indicato.
1. Intro – 1:06
2. Automi – 3:31 (musica: 3D, Skioffi)
3. Peace – 3:20
4. Accollo – 3:20 (musica: 3D, Skioffi)
5. Igloo – 3:39
6. Harem – 4:20 (musica: 3D, Skioffi)
7. Idolo – 2:53
8. Ribelle – 3:25 (musica: 3D, Skioffi)
9. Fuori – 3:59 (musica: 3D, Skioffi)
10. Easy Jet – 3:03
11. No Crew – 3:48
12. Spogliati – 2:53
13. Sole – 3:33
14. Estate supershalla – 3:06 (musica: Skioffi, Boss Doms)

## Formazione
Crediti adattati da genius.com.
- Jesto – voce
- 3D – produzione, missaggio, mastering, montaggio
- Skioffi – produzione (tracce 2, 4, 6, 8, 9 e 14)
- Boss Doms – produzione (traccia 14)